# The Wacken Carnage
The Wacken Carnage is het eerste livealbum van de Zweedse deathmetalgroep Bloodbath uitgebracht in 2008. Deze cd/dvd bevat het optreden van Bloodbath op 5 augustus 2005, op het Wacken Open Air-festival. Dit optreden zou het eerste en enige optreden van Bloodbath zijn. Mikael Åkerfeldt verliet na dit optreden de band. Later verliet ook Dan Swanö de groep. De band zette Per Eriksson op gitaar en hield audities voor een vocalist, maar vond geen geschikte kandidaat. Later zou blijken dat Mikael Åkerfeldt terug naar Bloodbath zou keren.

## Tracklist
Alle muziek en teksten zijn geschreven door Nyström/Renkse/Swanö/Åkerfeldt. 
| 1.                 | Intro                |                              | 0:24 |
| 2.                 | Cancer Of The Soul   | Nightmares Made Flesh        | 3:49 |
| 3.                 | So You Die           | Resurrection Through Carnage | 4:28 |
| 4.                 | Soul Evisceration    | Nightmares Made Flesh        | 4:03 |
| 5.                 | Ways To The Grave    | Resurrection Through Carnage | 3:54 |
| 6.                 | Ominous Bloodvomit   | Breeding Death               | 4:36 |
| 7.                 | Like Fire            | Resurrection Through Carnage | 5:01 |
| 8.                 | Bastard Son Of God   | Nightmares Made Flesh        | 3:09 |
| 9.                 | Breeding Death       | Breeding Death               | 5:12 |
| 10.                | Outnumbering The Day | Nightmares Made Flesh        | 4:05 |
| 11.                | Brave New Hell       | Nightmares Made Flesh        | 4:35 |
| 12.                | Furnace Funeral      | Breeding Death               | 5:19 |
| 13.                | Eaten                | Nightmares Made Flesh        | 4:20 |
| Totale duur: 52:55 |                      |                              |      |

## Bezetting
- Mikael Åkerfeldt – Vocalen
- Anders Nyström – Gitaar
- Dan Swanö - Gitaar
- Jonas Renkse – Basgitaar
- Martin Axenrot – Drum